# Небилівська сільська рада
| Небилівська сільська рада — орган місцевого самоврядування у Рожнятівському районі Івано-Франківської області з адміністративним центром у с. Небилів. Водоймища на території, підпорядкованій даній раді: річка Млинівка. Сільській раді підпорядковані населені пункти: - с. Небилів - с. Ловаги - с. Слобода-Небилівська |

## Склад ради
Рада складається з 24 депутатів та голови.

### Керівний склад ради
| ПІБ                         | Основні відомості                                                             | Дата обрання | Дата звільнення |
| --------------------------- | ----------------------------------------------------------------------------- | ------------ | --------------- |
| Семкович Надія Ярославівна  | Сільський голова, 1966 року народження, освіта                                | 26.03.2006   | 01.10.2007      |
| Федорчак Роман Ярославлавич | Сільський голова, 1976 року народження, освіта, безпартійний                  | 11.07.2008   | 31.10.2010      |
| Федорчак Роман Ярославович  | Сільський голова, 1976 року народження, освіта незакінчена вища, безпартійний | 31.10.2010   |                 |

Примітка: таблиця складена за даними джерела